# Вільгельм Рудольф Фіттіг
Вільгельм Рудольф Фіттіг (нім. Wilhelm Rudolph Fittig; 6 грудня 1835, Гамбург — 19 листопада 1910, Страсбург) — німецький хімік-органік.

## Біографія
Народився у Гамбурзі. Закінчив Геттінгенський університет (1858), де навчався у Фрідріха Велера. Працював там же (з 1866 р. — професор), став членом Геттінгенської академії наук. В 1870—1876 рр. в Тюбінгенському, в 1876—1902 в Страсбурзькому університетах.

## Наукова діяльність
Основні праці присвячені вивченню будови й синтезу ароматичних вуглеводнів. Ще в студентські роки, вивчаючи дію натрію на ацетон, уперше синтезував (1859) пінакол. Встановив (1860), що пінакон при кип'ятінні з 30%-ю сірчаною кислотою дегідратується з утворенням пінаколіну. Використав і розширив (1864) реакцію Вюрца на синтези ароматичних вуглеводнів, наприклад гомологів бензолу, отримуючи їх дією металевого натрію на суміш алкіл- і арилгалогенідів і яка отримала пізніше назву Реакція Вюрца — Фіттіга. Вивчав мезитилен і його похідні, зокрема вперше отримав (1866) мезитилен шляхом конденсації ацетону. Виявив (1873) в кам'яновугільному дьогті фенантрен. Запропонував (1873) хіноїдну структуру для оксихінонів. Після 1873 року займався переважно вивченням ненасичених кислот і лактонів. До його найвідоміших відкриттів належить визначення брутто-формули фруктози і глюкози.

## Діяльність
Фіттіг вивчав хімію в Геттінгенському університеті, який закінчив зі ступенем доктора філософії, захистивши дисертацію про ацетон у 1858 році під керівництвом Генріха Лімпріхта та Фрідріха Велера.[джерело?] Після цього, він обіймав кілька посад у Геттінгені, будучи асистентом Велера в 1858 році, приват-доцентом у 1860 році та екстраординарним професором у 1870 році. У 1870 році він був призначений у якості професора Тюбінгенського університету, а в 1876 році — у Страсбурзі, де за його проектами було зведено лабораторії. 
Дослідження Фіттіга охоплювали широкі галузі органічної хімії . Альдегіди та кетони стали матеріалом для його ранніх робіт. Він виявив, що альдегіди та кетони можуть відновлюватися в нейтральному, лужному, а іноді й навіть в кислому розчині до вторинних та третинних гліколів, речовин, які він назвав пінаконами; а також, що деякі пінакони при перегонці з розведеною сульфатною кислотою могли утворювати сполуки, які він назвав пінаколінами. Ненасичені кислоти також отримали значну увагу, і він відкрив внутрішні ангідриди оксикислот, які називаються лактонами. Він також відкрив те, що зараз відоме як перегрупування пінаколу, за якого 1,2-діоли перегруповуються в альдегіди або кетони за дії кислотного каталізу. Його робота включала отримання 2,3-диметил-2,3-бутандіолу ( пінаколу) з ацетону з подальшим перегрупуванням у 3,3-диметилбутанон (пінакалон), який потім окислювали дихроматом до триметилоцтової кислоти.
Хоч він і проводив ці дослідження, йому не вдалось праивильно описати отримані результати , і продукти, що утворилися, не були ідентифіковані до більш ніж десятиліття потому, коли Олександр Бутлеров незалежно отримав триметилоцтову кислоту та підтвердив, що це той самий продукт, який отримав Фіттіг .
У 1855 році Шарль-Адольф Вюрц показав, що коли натрій діє на алкілйодиди, алкільні залишки об'єднуються, утворюючи складніші вуглеводні; Фіттіг розробив цей метод реакції Вюрца  , показавши, що суміш арилгалогеніду та алкілгалогеніду за аналогічної обробки дає гомологи бензолу. Цей процес зараз відомий як реакція Вюрца-Фіттіга . 
Його дослідження реакції Перкіна привели його до пояснення її механізму, яке, здавалося, більше відповідало фактам. Однак питання було дуже складним, і на той час точний перебіг реакції, здається, чекав на вирішення. Ці дослідження випадково розкрили склад кумарину, пахучого принципу мокриці . Спостереження Фіттіга та Ердмана про те, що γ-фенільний структурний аналог ізокротонової кислоти легко утворює α-нафтол шляхом втрати води, мало велике значення, оскільки воно дало цінні докази щодо будови нафталіну.
Вони також досліджували певні вуглеводні, що містяться у фракції з високою температурою кипіння дистиляту кам'яновугільної смоли, та розгадали склад фенантрену . Значна частина початкових знань про алкалоїд піперин належить Фіттігу, який у співпраці з Ірою Ремсеном встановив його склад у 1871 році.
Фіттіг опублікував два широко використовувані підручники; редагував кілька видань Wohler Grundriss der organischen Chemie (11-е видання, 1887) і написав Unorganische Chemie (1-е видання, 1872; 3-є, 1882). Його дослідження були визнані багатьма науковими товариствами та установами, а Королівське товариство нагородило його медаллю Деві в 1906 році.